# Jan Michał Grabowski
Jan Michał Grabowski herbu Zbiświcz (ur. 1703, zm. 17 września 1770) – kasztelan elbląski 1766–1770, kasztelan gdański w latach 1746–1766, kawaler orderu Orła Białego.

## Życiorys
Syn Andrzeja Teodora, wojewody chełmińskiego i Barbary Zofii z Kleistów. Po ojcu spadkobierca wielkich dóbr w Wielkopolsce i Pomorzu. Politycznie związany z Sasami, za przykładem brata biskupa Adama Stanisława. W roku 1737 został miecznikiem pruskim, a w 1738 podkomorzym pomorskim. Odznaczony przez Augusta III Orderem Orła Białego. W 1742 obrany deputatem na Trybunał Koronny. Za wstawiennictwem brata w 1744 mianowany kasztelanem gdańskim, co przyniosło mu miejsce w senacie. W 1766 objął kasztelanię elbląską. W działalności politycznej był w cieniu brata Adama, jednak cieszył się opinią sprawnego organizatora i gospodarza. Zmarł 17 września 1770 w swoich dobrach w Buczku.

## Varia
Po ojcu odziedziczył dobra Grabowo, Ostrowite (gmina Chojnice), Brzeźno (wieś w powiecie człuchowskim), Lipienie, Łąkie, Wielki Buczek, Mały Buczek, Szyszkowo (obecnie Czyżkowo), Barkenfelde (obecnie Barkowo), Jęczniki Małe, Jęczniki Wielkie, Mąkowo, Platendienst (obecnie Płonica), Debrzno (z przyległościami), Huta, Sypniewo, Iłowo, Radońsk, Jazdrowo, Zamarte (z przyległościami), Blumfeld (obecnie Niwy), Jerzmionki, Ciecholewy. Poszerzył je o zakup kluczy Dziembowskiego i Rzadkowskiego (Rzadkowo uczynił swoją główną rezydencją), a także dobra Morzewo, Nietążkowo, wykupił też od Przebendowskich Bysewo i Bastenhagen (dzisiaj wchodzące w skład miasta Gdańska).

## Rodzina
Był dwukrotnie żonaty. Z małżeństwa z Anną Krzycką, kasztelanką nakielską nie pozostawił potomstwa. Z drugą żoną Antonillą Woroniecką, strościanką średzką, damą Krzyża Gwiaździstego, pozostawił córkę Teresę, żonę Mikołaja Skoroszewskiego, kasztelanica krzywińskiego, oraz synów Ignacego, kawalera orderu św. Stanisława, Adama i Andrzeja, generałów majorów wojsk polskich, także kawalerów tego orderu.

## Odznaczenia
- 1750 – Order Orła Białego[3]